# آردویک
آردویک (به انگلیسی: Ardwick) یک شهرک در بریتانیا است که در منجستر واقع شده‌است. آردویک ۱۹٬۲۵۰ نفر جمعیت دارد.